# ブルース・フェアウェザー
ブルース・イアン・フェアウェザー（Bruce Ian Fairweather、1960年12月12日 - ）は、アメリカ合衆国のミュージシャン。ロックバンド、グリーン・リヴァーやマザー・ラヴ・ボーンでギタリスト・ベーシストとして活動した。
ハワイで育ち、1981年にモンタナ大学でジェフ・アメンと出会い、ディランジド・ディクションを結成。1985年にはグリーン・リヴァーにギタリストとして加入。1988年リリースの唯一のアルバム『Rehab Doll』発表後にバンドは解散。その後はマルファンクションのフロントマンであったアンドリュー・ウッドと共にマザー・ラヴ・ボーンを結成。1989年にバンドはデビューを果たすが翌年3月にウッドがヘロイン中毒により急逝。1992年、ラヴ・バッテリーにベーシストとして加入するが1999年に脱退。その後はレコーディング・スタジオのエンジニアなど裏方として働き始める。2008年にグリーン・リヴァーは再結成し、フェアウェザーもツアーに参加した。